# 대동강역
대동강역(大同江驛)은 조선민주주의인민공화국 력포구역에 위치한 평부선과 평덕선의 철도역이다.
본 역과 평부선의 시발역인 평양역 사이에 대동강이 흐르고 있으며, 대동강철교로 연결되어 있다. 인근에 대동강호텔이 위치한다.

## 역사
- 1926년 10월 1일 : 영업 개시[1]